# Козацька сільська рада (Балтський район)
Коза́цька сільська́ ра́да — колишня адміністративно-територіальна одиниця та орган місцевого самоврядування в Балтському районі Одеської області — нині (з 2015) увійшла до складу Балтської міської громади. Адміністративний центр — село Козацьке.

## Загальні відомості
Козацька сільська рада утворена в 1948 році.
- Територія ради: 30,87 км²
- Населення ради: 635 осіб (станом на 2001 рік)

## Населені пункти
Сільській раді підпорядковані населені пункти:
- с. Козацьке

## Населення
За переписом населення 2001 року в сільській раді мешкало 635 осіб.

### Мова
Розподіл населення за рідною мовою за даними перепису 2001 року:
| Мова       | Відсоток |
| ---------- | -------- |
| українська | 96,38 %  |
| молдовська | 1,89 %   |
| російська  | 1,73 %   |

## Склад ради
Рада складається з 15 депутатів та голови.
- Голова ради: Тарнавський Володимир Антонович
- Секретар ради: Мороз Ніна Семенівна

### Керівний склад попередніх скликань
| Прізвище, ім'я, по батькові     | Основні відомості                                                                       | Дата обрання | Дата звільнення |
| ------------------------------- | --------------------------------------------------------------------------------------- | ------------ | --------------- |
| Тарнавський Володимир Антонович | Сільський голова, 1954 року народження, освіта середня спеціальна, безпартійний         | 26.03.2006   | 31.10.2010      |
| Тарнавський Володимир Антонович | Сільський голова, 1954 року народження, освіта середня спеціальна, член Партії регіонів | 31.10.2010   |                 |

Примітка: таблиця складена за даними сайту Верховної Ради України

### Депутати
За результатами місцевих виборів 2010 року депутатами ради стали:

#### За суб'єктами висування
| Суб'єкт висування                                       | Кількість обраних депутатів | %    |
| ------------------------------------------------------- | --------------------------- | ---- |
| Партія регіонів                                         | 11                          | 73,3 |
| Політична партія Всеукраїнське об'єднання «Батьківщина» | 4                           | 26,7 |

#### За округами
| № округу                                                | Прізвище, ім'я, по батькові   | Дата визнання обраним | Освіта  | Партійна приналежність                        | Відомості про обраного депутата                       |
| ------------------------------------------------------- | ----------------------------- | --------------------- | ------- | --------------------------------------------- | ----------------------------------------------------- |
| Партія регіонів                                         |                               |                       |         |                                               |                                                       |
| 1                                                       | Ботнарюк Євген Іванович       | 02.11.2010            | середня | член Партії регіонів                          | тимчасово не працює                                   |
| 2                                                       | Гловацька Наталія Миколаївна  | 02.11.2010            | середня | член Партії регіонів                          | Козацька сільська рада, технічний працівник           |
| 3                                                       | Піщанська Галина Олексіївна   | 02.11.2010            | середня | член Партії регіонів                          | Козацький фельдшерсько-акушерський пункт, завідувачка |
| 4                                                       | Бурденяк Світлана Анатоліївна | 02.11.2010            | вища    | член Партії регіонів                          | Козацька загальноосвітня школа, вчитель               |
| 5                                                       | Красатюк Борис Юрійович       | 02.11.2010            | середня | член Партії регіонів                          | приватний підприємець                                 |
| 6                                                       | Ботнарюк Дмитро Іванович      | 02.11.2010            | середня | член Партії регіонів                          | тимчасово не працює                                   |
| 7                                                       | Папук Ольга Анатоліївна       | 02.11.2010            | середня | член Партії регіонів                          | тимчасово не працює                                   |
| 9                                                       | Бубнова Тетяна Володимирівна  | 02.11.2010            | вища    | член Партії регіонів                          | Коритненська загальноосвітня школа, вчитель           |
| 10                                                      | Щербина Олег Станіславович    | 02.11.2010            | середня | член Партії регіонів                          | тимчасово не працює                                   |
| 12                                                      | Марчук Володимир Борисович    | 02.11.2010            | середня | член Партії регіонів                          | приватний підприємець                                 |
| 15                                                      | Мороз Ніна Семенівна          | 02.11.2010            | середня | член Партії регіонів                          | Козацька сільська рада, секретар                      |
| Політична партія Всеукраїнське об'єднання «Батьківщина» |                               |                       |         |                                               |                                                       |
| 8                                                       | Корж Антоніна Миколаївна      | 02.11.2010            | середня | член Всеукраїнського об'єднання «Батьківщина» | фермерське господарство «Козацьке», бухгалтер         |
| 11                                                      | Левицька Наталія Григорівна   | 02.11.2010            | вища    | член Всеукраїнського об'єднання «Батьківщина» | тимчасово не працює                                   |
| 13                                                      | Бернацький Борис Федорович    | 02.11.2010            | середня | член Всеукраїнського об'єднання «Батьківщина» | пенсіонер                                             |
| 14                                                      | Мацевич Віктор Лаврентійович  | 02.11.2010            | середня | член Всеукраїнського об'єднання «Батьківщина» | фермерське господарство «Козацьке», агроном           |